# Tacoma
Tacoma is een stad in de Amerikaanse staat Washington en telt 193.556 inwoners. Het is de op 98 na grootste stad in de Verenigde Staten (2000). De oppervlakte bedraagt 129,7 km², waarmee het de 136e stad is.

## Demografie
Van de bevolking is 11,9 % ouder dan 65 jaar en bestaat voor 31,7 % uit eenpersoonshuishoudens. De werkloosheid bedraagt 6,1 % (cijfers volkstelling 2000).
Ongeveer 6,9 % van de bevolking van Tacoma bestaat uit hispanics en latino's, 11,2 % is van Afrikaanse oorsprong en 7,6 % van Aziatische oorsprong.
Het aantal inwoners steeg van 177.341 in 1990 naar 198.397 in 2010.

## Klimaat
In januari is de gemiddelde temperatuur 4,5 °C, in juli is dat 18,4 °C. Jaarlijks valt er gemiddeld 944,6 mm neerslag (gegevens op basis van de meetperiode 1961-1990).

## Bezienswaardigheden
- Tacoma Dome
- Tacoma Narrows Bridge

## Plaatsen in de nabije omgeving
De onderstaande figuur toont nabijgelegen plaatsen in een straal van 8 km rond Tacoma.

## Bekende inwoners van Tacoma

### Geboren
- Bing Crosby (1903-1977), zanger en acteur
- Bruce Bennett (1906-2007), atleet en acteur
- Albert Rosellini (1910-2011), gouverneur van Washington (1957-1965)
- Frank Herbert (1920-1986), sciencefictionschrijver
- Janis Paige (1922-2024), actrice
- Corky Corcoran (1924-1979), jazzsaxofonist
- Robert Bush (1926-2005), marinier en ondernemer
- Richard Brautigan (1935-1984), schrijver
- John Sayre (1936-2023), roeier
- Dyan Cannon (1937), actrice, regisseur, producer, scenarioschrijver en filmmonteur
- Cindy McTee (1953), componiste en muziekpedagoog
- Kyle Secor (1957), acteur en filmregisseur
- Blair Underwood (1964), acteur
- Jerry Cantrell (1966), gitarist van Alice in Chains
- Cam Gigandet (1982), acteur
- Megan Jendrick (1984), zwemster
- Miesha Tate (1986), vechtsportster
- Tejay van Garderen (1988), wielrenner
- Isaiah Thomas (1989), basketballer
- Nathan Gamble (1998), acteur
- Malachi Flynn (1998), basketballer